# Kopaivabalsam
Kopaivabalsam oder Copaivabalsam, auch Jesuiterbalsam (lateinisch Balsamum Copaivae), auch „Copaiba-Öl“ und „Copahu“ genannt, war ein Balsam des Drogistikhandels (etwa von William Cullen und Benjamin Bell zum inneren Gebrauch empfohlen) des 18. und 19. Jahrhunderts. Er stammt von verschiedenen Arten der Gattung Copaifera, hauptsächlich C. officinalis, C. coriacea und C. guyanensis, die ihre Heimat in Südamerika und auf den Westindischen Inseln haben, sowie von Daniellia oliveri, Daniellia thurifera (Afrikanischer Kobaivabalsambaum, auch als Illurinbalsam) und auch von Sindora spp. (Sindora wallichii), Eperua spp. (Eperua oleifera). Ein ähnlicher Balsam, der Hardwickiabalsam stammt von Prioria pinnata (Syn.: Kingiodendron pinnatum) und Hardwickia binata.
Erhärtet der Balsam entsteht rezenter Kopal.

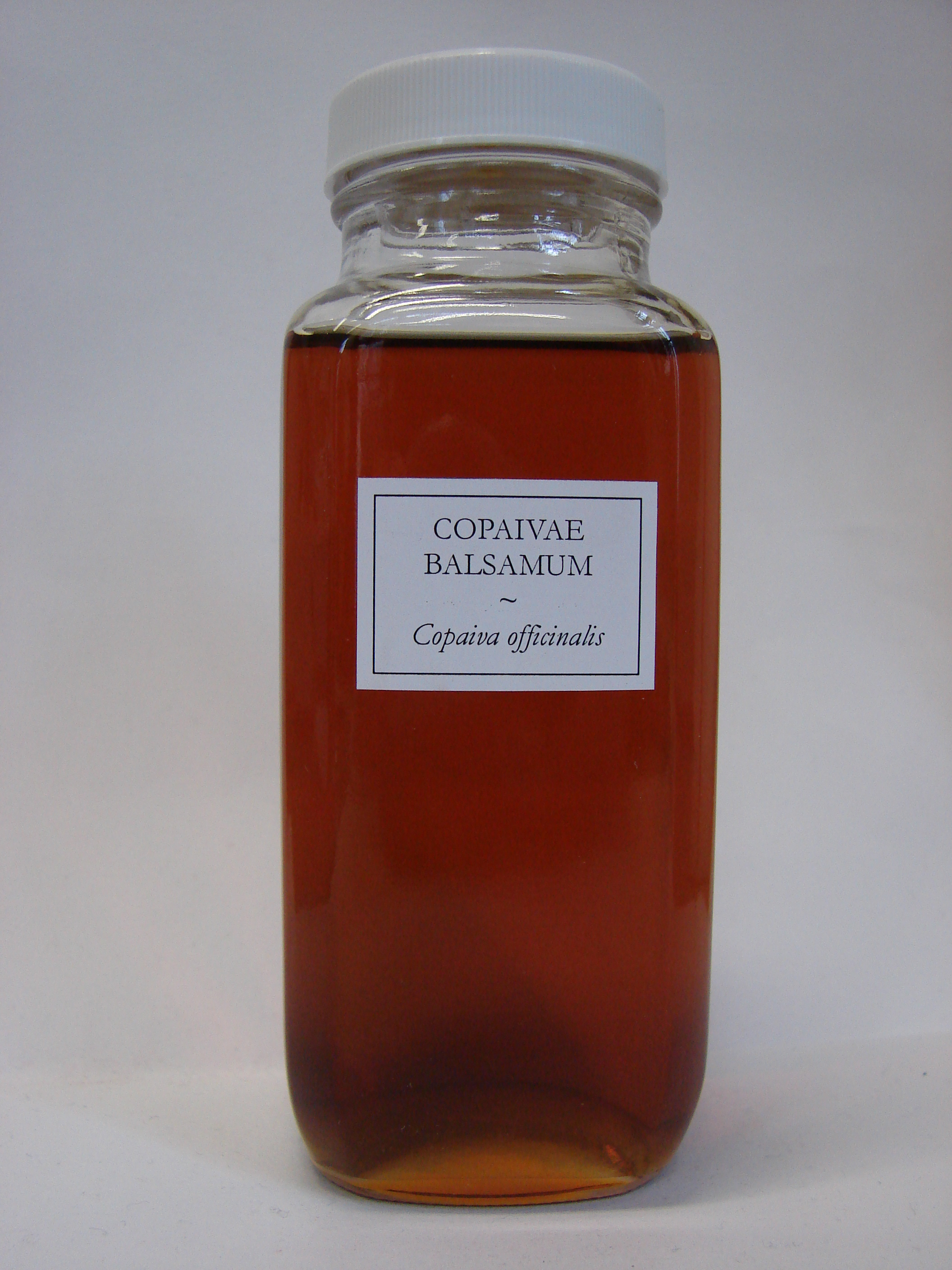
Balsamum Copaivae

Die südamerikanischen Sorten galten als die besseren und allein zu medizinischen Zwecken verwendbaren; der westindische Kopaivabalsam wurde nur zu technischen Zwecken benutzt und ist eine dicke, trübe, terpentinartig riechende Flüssigkeit. Guter südamerikanischer Kopaivabalsam musste vollkommen klar sein, hellgelb bis goldgelb und ziemlich dickflüssig, er hatte einen eigentümlichen, aromatischen Geruch und kratzend bitteren Geschmack. Als besondere Sorten der südamerikanischen Ware hatte man Para- oder Maranhaobalsam, Maracaibo- oder Venezuelabalsam und Angosturabalsam, der als Unterart des letztern in den Handel kam. Die Parasorte war etwas heller gelb und dünnflüssiger, als die Maracaibosorte. Verfälschungen des Kopaivabalsam kamen nicht selten vor, namentlich mit fetten Ölen, Harzen, Terpentin und Gurjunbalsam. Die Echtheit des Balsams konnte man leicht durch das Verhalten der Kannastärkekörnchen (Arrow-Root von Queensland) unter dem Mikroskop erkennen, welche, in echten Balsam gebracht, unsichtbar wurden, bei verfälschtem aber ihre Kontur erkennen ließen.
Ferner war ein Afrikanischer Kopaivabalsam (auch „Illurinbalsam“ genannt) im Handel. Zur pflanzlichen Herkunft wird nach Tschirch Prioria mannii (Syn.: Hardwickia mannii oder Oxystigma mannii) genannt. Die Lieferungen kamen aus dem westafrikanischen Nigergebiet.
Der Kopaivabalsam enthält als wesentliche Bestandteile eine harzartige Säure, die Kopaivasäure, und ein ätherisches Öl. Die Kopaivasäure (Acidum copaivicum) wurde einst medizinisch verwendet, sie war ein schneeweißes, kristallinisches Pulver, welches gewöhnlich aus dem Gurjunbalsam gewonnen wurde, der davon mehr enthielt, als der Kopaivabalsam. Balsam und Säure waren vom Zoll befreit.
Technisch wird er unter anderem zur Gewinnung von Caryophyllenen und Cadinenen, sowie zur Herstellung von Seifen, Lacken und Firnissen verwendet.
Aus dem Balsam kann ein farbloses bis schwach gelbliches und streng riechendes ätherisches Öl, Kopaiva(balsam)öl (Copaivae aetheroleum) gewonnen werden (Aetheroleum copaivae, Oleum (balsami) copaivae). Es wurde häufig zur Verfälschung anderer ätherischer Öle verwendet.